# 2689 Bruxelles
2689 Bruxelles eller 1935 CF är en asteroid i huvudbältet, som upptäcktes den 3 februari 1935 av den belgiske astronomen Sylvain Arend i Uccle. Den har fått sitt namn efter Belgiens huvudstad, Bryssel.
Asteroiden har en diameter på ungefär 6 kilometer och den tillhör asteroidgruppen Flora.